# Mecistocephalus yamashinai
Mecistocephalus yamashinai är en mångfotingart som beskrevs av Masatoshi Takakuwa 1936. Mecistocephalus yamashinai ingår i släktet Mecistocephalus och familjen storhuvudjordkrypare. Inga underarter finns listade i Catalogue of Life.